# 荣誉称号 (中国人民解放军)
- 關於中华人民共和国政府实施的民事荣誉制度，請見「荣誉称号 (中华人民共和国)」。
- 關於1979年－2011年期间中华人民共和国武装力量在授予荣誉称号时同时颁发的奖章，請見「英雄模范奖章」。
- 關於2011年－2018年期间中央军委、解放军大单位在授予荣誉称号时同时颁发的勋章，請見「英雄模范勋章」。
- 關於2018年起中央军委在授予荣誉称号时同时颁发的奖章，請見「英模奖章」。

荣誉称号，是中华人民共和国给予军人的一项奖励措施，是现行中国军事荣誉制度中的第二级。授予的对象是中国人民解放军、中国人民武装警察部队的军人、民兵和支前人员，以及单位。
荣誉称号由中央军委决定，中央军委主席向个人颁授英模奖章和证书、向单位颁授奖旗。一般在每年建军节前夕举行颁授仪式，也可以视情及时授予。荣誉称号的名称，根据授予对象的事迹特点确定。

## 历史

### 初期
中国人民解放军及其前身自战争年代起，就有通过授予荣誉称号对军人个人、单位进行奖励的做法。
抗日战争时期，中国共产党领导的武装力量和根据地政府均开展过评选英雄、模范的奖励运动，并逐渐出现了通过军队政治部门决定、军队首长签发，专门为某一人、某一单位授予荣誉称号进行表彰的做法。根据《中国人民解放军奖励工作概论》梳理，首次授予个人荣誉称号系1941年10月18日，八路军晋察冀军区政治部发出《关于学习狼牙山五壮士的训令》。该《训令》决定授予马宝玉、胡德林、胡福才三名烈士“模范荣誉战士”荣誉称号。这是中国共产党领导的武装力量首次由军区（军）一级授予个人荣誉称号。
解放战争时期，1948年3月至5月，解放军晋冀鲁豫军区发起临汾战役，晋冀鲁豫军区第八纵队第二十三旅率先破城而入，战后该旅被授予“临汾旅”荣誉称号，并由徐向前向该部颁发“光荣的临汾旅”奖旗。由于奖旗落款为“人民解放军华北野战军第一兵团司令部政治部”，故长期以来被认为是兵团级授予的荣誉称号。直至1987年，徐向前回忆录中披露：“我们报军委批准，授予八纵黄定基第二十三旅以‘临汾旅’的光荣称号。”1998年，中央档案局找到了中央军委的批复文电，证明该荣誉称号确系由中央军委授予。此荣誉称号系中央军委向单位授予的第一个荣誉称号。
1948年6月8日，东北人民解放军第十一纵队党委追授该部第三十二师九十六团二营六连二排六班班长董存瑞为“战斗英雄”、“模范共产党员”，并命名其生前所在班为“董存瑞班”。此系中国共产党领导的武装力量由军（纵队）一级首次授予单位荣誉称号。
在战争年代，授予荣誉称号作为奖励的做法，并未在全军范围内建章立制。

### 建制之初（1951-1954）
1951年，中华人民共和国中央人民政府人民革命军事委员会总政治部制定了《中国人民解放军立功与奖励工作条例（草案）》，该条例第九条规定评选英雄、模范两类称号，且英雄、模范各分三级，并可根据事迹特征在“英雄”“模范”词汇前冠以特定描述语。条例还规定了英雄、模范两类荣誉称号的评选标准。条例还规定，一二三级英雄、模范分别授予一二三级“英雄纪念章”和一二三级“模范纪念章”。
1951年2月1日，颁布第七部《中国人民解放军纪律条令（草案）》，明确了授予荣誉称号为一项奖励。1952年1月21日，颁布《中国人民解放军立功与奖励工作条例（草案）》。至此，授予三级英雄或模范荣誉称号的制度在中国人民解放军确立起来。中国人民志愿军参照执行时，英雄和模范的三个等级依次为特级、一级、二级。1952年2月26日，中国人民志愿军政治部决定授予罗盛教“一级爱民模范”荣誉称号。此后至1954年9月20日，中国人民志愿军共授予282名个人以荣誉称号，包括“一级英雄”邱少云、“特级英雄”黄继光、“特级英雄”杨根思等。
1954年9月20日，第一部《中华人民共和国宪法》颁布。《宪法》第31、40条规定，授予荣誉称号应由全国人民代表大会常务委员会决定，中华人民共和国主席实施。据此，总政治部决定停止执行《中国人民解放军立功与奖励工作条例（草案）》中授予荣誉称号的做法。在1951年至1954年的3年时间内，除中国人民志愿军外，中国人民解放军没有实际授予过荣誉称号。解放军和志愿军都未实际制作发放“英雄纪念章”和“模范纪念章”。
1955年3月，中国人民解放军空军在北京召开空军首届英雄模范功臣代表会议，会上授予3人“二级战斗英雄”荣誉称号、18人“二级模范”荣誉称号。此举属于在停止授予荣誉称号后依旧执行与宪法相违背的法规，引起了极大争议。为此，1955年4月国防部发布《关于授予英雄称号的规定》，强调授予荣誉称号须由各级上报，由国防部通过国务院报全国人大批准后再由国家主席授予。同年5月，总政治部对空军的做法进行通报批评。此后，中国人民解放军一直没有再授予过荣誉称号。

### 恢复授予时期（1963-1979）
1962年，中国和印度在边境爆发战争。战争中涌现出一批需要表彰的官兵。1963年3月9日，中华人民共和国国防部追授罗光燮“战斗英雄”荣誉称号。此后，总政治部于当年9月2日出台《中国人民解放军战时立功条例（草案）》，规定向个人和单位授予荣誉称号为最高奖励，并未获得荣誉称号者颁发“英雄模范章”。1964年2月1日，颁布第十部《中国人民解放军纪律条令》。1965年7月20日，中央军委决定将荣誉称号的授予权下放至军区、军兵种一级。自此，形成了国防部（中央军委）、军区军兵种两级荣誉称号的制度体系。
1963年至1979年间，中国人民解放军并未给获得荣誉称号的个人制发过“英雄模范章”。

### 颁发英雄模范奖章（1979-2011）
1979年2月，中国和越南在边境爆发战争，涌现出大批立功官兵和荣获荣誉称号的官兵。1979年3月23日，总政治部决定为参战官兵颁发立功奖章和英雄模范奖章。1979年10月20日，总政治部决定平时立功、获得荣誉称号者，也可以获得奖章。自此，中国人民解放军开始常态化为受到表彰的官兵颁发奖章。被中央军委授予荣誉称号的个人，授予一级英雄模范奖章，被军区、军兵种一级授予荣誉称号的个人，授予二级英雄模范奖章。
1984年1月27日，中央军委颁布第十二部《纪律条令》。该部条令中，将为两级荣誉称号获得者授予英雄模范奖章的行为予以确认。

### 颁发英雄模范勋章（2011-2018）
2011年5月4日，中央军委颁布第十六部《纪律条令》。该部条令中，继续为军人授予荣誉称号。将原有的一级、二级英雄模范奖章升格为一级、二级英雄模范勋章。
至2018年，共有14名军人获得一级英雄模范勋章。

### 颁发英模奖章（2018年5月1日起）
2018年4月，中央军委颁布第十七部《纪律条令》。该部条令中，授予荣誉称号不再是军队最高荣誉，而是低于“八一勋章”的次高级荣誉。取消了战区、军兵种一级授予荣誉称号的权限，统一收归中央军委。同时将一级、二级英雄模范勋章统一改为“英模奖章”。

## 个人名单

### 中央军委、国防部授予的荣誉称号获得者名单
从1963年3月9日起至2019年7月31日，共310人获得过中央军委、国防部授予的荣誉称号。
| 序号 | 大单位   | 姓名          | 军衔           | 授称时职务                                              | 出生时间       | 籍贯       | 授称时间       | 荣誉称号         | 备注 |
| ---- | -------- | ------------- | -------------- | ------------------------------------------------------- | -------------- | ---------- | -------------- | ---------------- | --- |
| 1    | 新疆军区 | 王忠殿        | 上等兵         | 步兵第4师11团3营9连1排2班 原战士                        | 1944年6月23日  | 河南焦作   | 1963年3月9日   | 战斗英雄         | 1962年11月18日于中印边界自卫反击战中使用爆破筒与印军碉堡同归于尽牺牲，时年18岁，追授。葬于新疆叶城烈士陵园。                                                                                     |
| 2    | 新疆军区 | 罗光燮        | 上等兵         | 步兵第4师10团工兵连1排 原战士                           | 1944年12月3日  | 四川乐至   | 1963年3月9日   | 战斗英雄         | 1962年11月18日于中印边界自卫反击战中以身体滚雷开辟通路牺牲，时年18岁，追授。葬于新疆叶城烈士陵园。                                                                                               |
| 3    | 新疆军区 | 张代荣        | 少尉           | 步兵第4师11团3营7连 原副政治指导员                      | 1930年         | 四川广安   | 1963年3月9日   | 爱兵模范         | 1962年11月18日于中印边界自卫反击战中挽救负伤战友牺牲，时年32岁，追授。葬于新疆疏勒县烈士陵园。                                                                                                   |
| 4    | 新疆军区 | 司马义·买买提 | 下士           | 骑兵第1师3团机枪连 原班长                               | 1940年6月      | 新疆英吉沙 | 1963年3月9日   | 战斗英雄         | 1962年10月27日于中印边界自卫反击战中吸引印军火力为战友赢得火力反击时机牺牲，时年22岁，追授。葬于新疆叶城烈士陵园。                                                                               |
| 5    | 西藏军区 | 吴元明        | 上士           | 山南军分区步兵第2团1营3连班长                           | 1940年1月      | 四川江津   | 1963年3月9日   | 战斗英雄         | 中印边界自卫反击战立战功。后任山南军分区政委。在世。 |
| 6    | 西藏军区 | 张映鑫        | 中士           | 步兵第52师154团1营2连1排2班 原副班长                    | 1940年8月      | 四川泸县   | 1963年3月9日   | 战斗英雄         | 1962年10月20日于中印边界自卫反击战中堵住印军地堡射孔牺牲，时年23岁，追授。葬于西藏山南烈士陵园。                                                                                                 |
| 7    | 新疆军区 | 肖明生        | 上等兵         | 步兵第153团2营5连炮兵排 原战士                          | 1936年         | 四川大足   | 1963年3月9日   | 战斗英雄         | 1962年于中印边界自卫反击战中翻越雪山开路时遇雪崩牺牲，时年26岁，追授。葬于西藏山南烈士陵园。 |
| 8    | 成都军区 | 陈代富        | 中士           | 陆军54军130师第390团2营5连 战士                         | 1942年3月      | 四川安岳   | 1963年4月23日  | 战斗英雄         | 1962年于中印边界自卫反击战中用身体将爆破筒顶入印军地堡，爆炸前跳离生还，被誉为“活着的黄继光”。后任武汉军区副政委。                                                                               |
| 9    | 成都军区 | 周天喜        | 少尉           | 陆军第54军130师389团3营7连 原排长                       | 1938年5月      | 四川安岳   | 1963年4月23日  | 战斗英雄         | 1962年11月16日于中印边界自卫反击战中牺牲，时年26岁，追授。葬于西藏山南烈士陵园。 |
| 10   | 兰州军区 | 庞国兴        | 中士           | 步兵第55师163团3营9连2排4班 原副班长                    | 1940年1月      | 陕西绥德   | 1963年8月29日  | 战斗英雄         | 1962年于中印边界自卫反击战中立战功。1965年殉职，时年25岁。葬于陕西子洲县革命烈士陵园。 |
| 11   | 空军     | 岳振华        | 空军上校       | 空军地空导弹兵第2营 营长                                | 1925年3月      | 河北望都   | 1964年1月10日  | 空军战斗英雄     | 全世界首开地空导弹击落战机的先例。1959年起先后击落3架美军飞机。1964年7月又击落一架，晋升大校。1968年又击落一架。后任北京军区空军副参谋长，1985年离休。2013年去世，享年88岁，葬于八宝山革命公墓。 |
| 12   | 北京军区 | 谢臣          | 上等兵         | 陆军第69军28师82团3营炮兵连5班 原驭手                   | 1940年7月      | 河北易县   | 1964年1月22日  | 爱民模范         | 1963年8月8日于河北省易县抗洪救灾勇救落水儿童牺牲，时年23岁，追授。葬于河北保定烈士陵园。 |
| 13   | 海军     | 赵尔春        | 海军中士       | 海军东海舰队舟山基地温州水警区通信站电话守机班 原守机兵 | 1941年         | 浙江於潜   | 1964年4月16日  | 爱民模范         | 1963年12月26日于浙江省温州市救火负重伤，次年1月3日牺牲，时年23岁，追授。葬于浙江温州海坦山。 |
| 14   | 昆明军区 | 施加伟        | 上等兵         | 陆军第13军军直通信营无线电连 原电台摇机员               | 1941年         | 云南南涧   | 1964年6月1日   | 劳动人民的好儿子 | 1964年1月31日于云南省开远公社一碗水生产队抢救群众时牺牲，时年23岁，追授。葬于云南开远三台寺烈士陵园。                                                                                            |
| 15   | 沈阳军区 | 金遗华        | 中士           | 陆军第23军67师侦察连4班 原班长                          | 1940年9月3日   | 朝鲜       | 1964年6月1日   | 爱民模范         | 1964年3月11日于黑龙江牡丹江搪瓷厂火灾救火时勇救群众牺牲，时年24岁，追授。葬于黑龙江牡丹江市革命烈士陵园。                                                                                        |
| 16   | 济南军区 | 王永才        | 上等兵         | 陆军第68军203师607团特务连通信排有线电1班 原战士        | 1939年5月      | 山西屯留   | 1964年6月6日   | 模范战士         | 1964年2月1日于安徽寿县抗洪抢险时牺牲，时年25岁，追授。葬于安徽寿县烈士陵园。 |
| 17   | 沈阳军区 | 孙忠杰        | 下士           | 陆军第16军32师95团3营机枪连5班 原副班长                 | 1942年12月24日 | 辽宁丹东   | 1964年10月8日  | 爱民模范         | 1964年6月21日于辽宁开原勇救落水儿童牺牲，时年22岁，追授。葬于辽宁开原市革命烈士陵园。 |
| 18   | 西藏军区 | 普布扎西      | 上士           | 日喀则军分区独立步兵营2连 原战士                        | 1938年         | 西藏拉孜   | 1965年2月5日   | 爱民模范         | 1964年1月20日于西藏山南甲拉山区寻找牧民牲畜时坠下冰原牺牲，时年26岁，追授。葬于西藏日喀则烈士陵园。                                                                                              |
| 19   | 海军     | 舒积成        | 海军上尉       | 海军航空兵第4师10团1大队 副大队长                       | 1933年9月      | 四川合江   | 1965年4月3日   | 战斗英雄         | 曾两次击落美军战机，全世界首开同温层击落战机的先例。后又击落过一架美军战机。任副师长、顾问等职，已退休。                                                                                         |
| 20   | 公安部队 | 哈德尔·艾孜木 | 原公安部队中尉 | 公安部队新疆维吾尔自治区总队巴楚县公安队 原队长         | 1933年         | 新疆伽师   | 1965年12月29日 | 爱民模范         | 1965年7月27日于新疆巴楚红海水库抗洪抢险时为救2名落水群众牺牲，时年32岁，追授。葬于新疆巴楚县巴楚镇巴楚县巴楚镇布拉克贝希社区公墓。                                                               |
| 21   | 空军     | 王裕昌        |                | 空军高射炮兵第五师后勤部管理科 管理员                   | 1930年         | 山东即墨   | 1966年         | 爱兵模范         | 1965年5月13日进行手榴弹实弹投掷训练时抢救战友被炸伤。1969年1月7日旧伤复发肺部感染逝世。葬于山东即墨烈士陵园。                                                                                    |
| 22   | 海军     | 麦贤得        |                | 海军3-611艇 机电兵                                      | 1945年12月     | 广东饶平   | 1966年3月      | 战斗英雄         | 1965年8月6日在八六海战中身负重伤坚持战斗，确保了战斗胜利。后任海军广州保障基地副司令员，2007年退休。2017年被授予八一勋章。                                                                       |

## 单位名单

### 中央军委、国防部授予的荣誉称号单位名单
从1963年1月7日起至2017年7月，共254个单位获得过中央军委、国防部授予的荣誉称号。
| 序号 | 大单位       | 名称                           | 授称时间      | 荣誉称号             | 备注                                                                   |
| ---- | ------------ | ------------------------------ | ------------- | -------------------- | ---------------------------------------------------------------------- |
| 0    | 晋冀鲁豫军区 | 晋冀鲁豫军区第23旅             | 1948年6月4日  | 临汾旅               | 第一个攻入临汾城，隶属晋冀鲁豫军区第8纵队。现陆军第71团军合成第179旅。 |
| 1    | 工程兵       | 工程兵第10团运输连2排4班       | 1963年1月7日  | 雷锋班               | 雷锋生前所在班，隶属沈阳军区工程兵。                                   |
| 2    | 西藏军区     | 步兵第155团2连6班              | 1963年3月9日  | 阳廷安班             | 中印边界自卫反击战中立下战功的阳廷安生前所在班。                       |
| 3    | 南京军区     | 上海警备区警备团3营8连         | 1963年4月25日 | 南京路上好八连       | 现陆军第72集团军某特战连                                               |
| 4    | 武汉军区     | 步兵418团3连7班                | 1964年1月22日 | 欧阳海班             | 舍身拦惊马的欧阳海生前所在班，隶属陆军第47军、步兵第140师。            |
| 5    | 北京军区     | 步兵第82团3营炮兵连5班         | 1964年1月29日 | 谢臣班               | 抗洪抢险中舍身救人的谢臣生前所在班，隶属陆军第69军、步兵第28师。       |
| 6    | 武汉军区     | 步兵第1团6连                   | 1964年3月23日 | 硬骨头六连           | 隶属陆军第1军、步兵第1师。                                             |
| 7    | 北京军区     | 261医院                        | 1964年3月23日 | 艰苦奋斗的二六一医院 | 隶属北京军区后勤部。                                                   |
| 8    | 空军         | 空军轰炸航空兵第10师           | 1964年4月3日  | 飞行安全红旗师       | 隶属南京军区空军。                                                     |
| 9    | 海军         | 海军温州水警区通信站电话守机班 | 1964年4月16日 | 赵尔春班             | 救火牺牲的赵尔春生前所在班，隶属海军东海舰队、海军舟山基地。           |
| 10   | 广州军区     | 万山要塞区第4守备区8连         | 1964年4月27日 | 南海前哨钢八连       |                                                                        |